# Robbie Brenner
Robbie Brenner é uma produtora cinematográfica americana. Como reconhecimento, foi nomeada ao Oscar 2014 na categoria de Melhor Filme por Dallas Buyers Club.